# Făgetu, Sălaj
Făgetu, mai demult Valea Ungurului (în maghiară Magyarpatak), este un sat în comuna Plopiș din județul Sălaj, Transilvania, România. Aici trăiește și acum o importantă comunitate a slovacilor din România. Atestare documentară: 1830.
În 1891 a fost înființată parohia de către cardinalul Lőrinc Schlauch, episcop de Oradea. Tot lui i se datorează construcția casei parohiale. În 1894 a început construcția bisericii romano-catolice cu hramul Sf. Ștefan Rege.
În sat există și o școală generală, cu limba de predare slovacă ridicată în anul 1872 de Episcopia romano-catolică de Oradea. Făgetu, care are 900 de locuitori (între care 130 de copii), este un sat slovac original prin tradiții și pregătire școlară.
În 1991, în prezența nunțiului apostolic John Bukovsky, s-a pus piatra de temelie a unei noi mănăstiri, pentru călugărițe venite din Slovacia. După ce a fost terminată, mănăstirea a fost sfințită tot de nunțiul papal în 1993.
În octombrie 2009 președintele Slovaciei, Ivan Gašparovič, trebuia să viziteze Făgetu, spre a tăia panglica școlii prieteniei dintre Slovacia și România și să ia parte la inaugurarea primei ediții a unui festival de cântec și dans slovac pentru copii, dar a fost nevoit să își anuleze vizita, din cauza condițiilor meteorologice.